# Necip Fazıl Kısakürek
Ahmet Necip Fazıl Kısakürek, (26 mai 1904, Constantinople - 25 mai 1983, Istanbul) est un poète, romancier, dramaturge et idéologue turc. Il a écrit des œuvres favorables à l'islamisme et ardemment antisémites,,,,.

### Poèmes
- Örümcek Ağı (1925) (La Toile d’araignée)
- Kaldırımlar (1928) (Les Trottoirs)
- Ben ve Ötesi (1932) (Moi et Ailleurs)
- Sonsuzluk Kervanı (1955) (Caravane de L'Infinie)
- Çile (1962) (Souffrance)
- Şiirlerim (Mes Poèmes) (1969)
- Esselâm (1973) (Bienvenue)
- Çile (1974) (Souffrance)
- Bu Yağmur (Cette Pluie)
- Sakarya (1949)
- Zindandan Mehmed'e Mektup (1961)

### Romans
- Aynadaki Yalan (1980) (Le Mensonge dans Le Miroir)
- Kafa Kağıdı (1984)

### Contes
- Birkaç Hikaye Birkaç Tahlil (1932) (Quelques Histoires, Quelques Analyses)
- Ruh Burkuntularından Hikayeler (1964)
- Hikayelerim (1970) (Mes Histoires)

### Mémoires
- Cinnet Mustatili (1955) (Rectangle of the Possessed)
- Hac (1973) (Hajj)
- O ve Ben (1974) (It/He and I)
- Bâbıâli (1975) (La Sublime Porte)

### Théâtre
- Bir Adam Yaratmak (Creating A Man)
- Tohum (Seed)
- Reis Bey (Mr. President)
- Para (The Money)
- Sabır Taşı
- Ahşap Konak (Wooden Mansion)
- Kanlı Sarık (Bloody Turban)
- Püf Noktası (The Ropes)
- İbrahim Ethem
- Yunus Emre
- Abdülhamin Han (Abdulhamid Khan)
- Mukaddes Emanet (The Holy Escrow)
- Siyah Pelerinli Adam (The Man Under Black Cloak)
- Parmaksız Salih